# GNOME Boxes
GNOME Boxes je aplikace prostředí pracovní plochy GNOME, využívaná pro přístup ke vzdáleným nebo virtuálním systémům. Boxes využívá virtualizační technologie QEMU, KVM a libvirt.
GNOME Boxes vyžaduje, aby CPU podporoval nějaký typ hardwarové virtualizace (například Intel VT-x).

## Historie a funkcionalita
Aplikace GNOME Boxes byla původně představena jako betaverze v GNOME 3.3 (vývojová větev pro 3.4) během prosince 2011, a jako ukázkové vydání v GNOME 3.4. Její primární funkce jsou správce virtuálních strojů, klient vzdálené plochy (přes VNC) a prohlížeč vzdáleného systému souborů, za použití technologií libvirt, libvirt-glib a libosinfo. To kromě lokálně vytvořených virtuálních strojů umožňuje i prohlížení vzdálených systémů a virtuálních strojů na jiných počítačích. Boxes má schopnost jednoduše vytvářet lokální virtuální stroje ze standardních souborů diskových obrazů, jako jsou například ISO obrazy, zatímco vyžaduje minimální vstup od uživatele.

## Lidé
Aplikaci Boxes původně vyvinuli Marc-André Lureau, Zeeshan Ali, Alexander Larsson a Christophe Fergeau a aktuálně ji spravuje a vyvíjí Felipe Borges.